# پرچم بورکینافاسو

پرچم بورکینافاسو

پرچم بورکینا فاسو پرچمی با الهام گیری از نماد و رنگ‌های پان‌آفریقایی است که در اوت ۱۹۸۴ به‌عنوان پرچم رسمی کشور بورکینافاسو برگزیده شد.